# UNM psihoterapijske metode
UNM metod psihoterapije predstavlja savremeni vid psihoterapije za lečenje anksioznosti, otklanjanje stresa, za lečenje depresije i paničnih napada, metod odvikavanja od pušenja i drugih štetnih navika.
UNM metod nastao je na Univerzitu prirodne medicine u Americi, po čemu je i dobio ime. Ovaj metod psihoterapije obuhvata izmenu stila života, promene u načinu ishrane, promene u načinu ponašanja, načinu razmišljanja, načinu odnosa prema društvu. Uključuje i više metoda otklanjanja strahova, različite sugestivne oblike dokazivanja potrebe racionalnosti u ponašanju.
Najveći uspesi postignuti su u odvikavanju od pušenja i drugih štetnih navika, kao i u lečenju depresije i paničnih napada.
UNM metod odvikavanja od pušenja funkcioniše na sasvim suprotan način od metoda „snage volje“. On se ne bavi razlozima zbog kojih pušač ne bi trebalo da puši, a to su novac, robovanje, opasnost po zdravlje i društveni žig. Pušači to već znaju. Umesto toga, bavi se razlozima zbog kojih pušač nastavlja da puši uprkos svim očiglednim štetnim efektima.
Ono što održava zavisnost pušača jeste „strah“. Strah da će morati da se odreknu zadovoljstva ili oslonca. Strah da neće moći da uživaju u životu ili da se izbore sa stresom. Stah da će morati da prežive užasnu traumu da bi se oslobodili. Strah da se pušač nikada neće u potpunosti osloboditi žudnje za nikotinom.
Seanse kombinuju psihoterapiju i vežbe relaksacije, otklanja uverenje pušača da mu pušenje pruža bilo kakvo zadovoljstvo ili oslonac. Otklanja osećaj odricanja ili uskraćenosti i time pušača oslobađa straha od ostavljanja pušenja. Seanse obuhvataju i edukaciju i prakičnu primenu stečenih znanja u promeni stila i načina života. Didaktičke metode u odvikavanju od pušenja konkretno deluju na promenu svih poimanja pušača u vezi sa koriščenjem cigareta i prihvatanjem informacija od strane pušača na sugestivan način i specifično obrazložen način od strane terapeuta, koji ne može da ne ostavi dugotrajne pozitivne posledice na pušača u cilju da apsolutno odbaci svaki razlog za korišćenjem cigareta.
Bihevioralne tehnike odvikavanja od pušenja, koje se takođe koriste u UNM metodi, koriste logična i racionalna objašnjenja koja na perfidan način ubeđuju pušača o apsolutnoj jednostavnosti ostavljanja pušenja i promene načina razmišljanja kada je ova zavisnost u pitanju.
Pored svega navedenog, UNM metod koristi i studije slučaja stvarnih ljudi koji su već uspešno prošli UNM metod odvikavanja, prestali su sa konzumiranjem cigareta i obučeni su da dele na samim seansama svoja iskustva sa ostalima, kao i da ih na različite načine navođenja podrže u nameri ka ostvarenju ovog cilja.

## Spoljašnje veze
- Архивирано на веб-сајту  (12. новембар 2013)